# 영주서부초등학교
영주서부초등학교는 대한민국 경상북도 영주시 가흥동에 있는 공립 초등학교로, 1970년 4월 1일에 개교되었다.

## 학교 연혁
- 1970년 4월 1일 : 개교

## 참고 자료
- 영주서부초등학교 - 한국교육학술정보원 학교알리미